# Міколайкі (Ельблонзький повіт)
Міколайкі (пол. Mikołajki, нім. Nikolaiken) — село в Польщі, у гміні Млинари Ельблонзького повіту Вармінсько-Мазурського воєводства.
У 1975-1998 роках село належало до Ельблонзького воєводства.